# Северна Територија
Северна Територија (енгл. Northern Territory) је федерална територија Аустралије. Једним делом припада централној, а другим северној Аустралији. Главни и највећи град је Дарвин који је смештен на северозападу Арнемове земље. 

## Туризам
Туризам је једна од основних грана привреде Северне Територије. Најпознатија туристичка одредишта су Какаду и Улуру. Разноврсни пејзажи, спектакуларни водопади, пространи поглед, абориџинска култура, дивљина и неукроћене животиње су природне лепоте Северне Територије.

## Демографија
У Северној територији живи 201.800 становника, што чини око 1% целокупног становништва Аустралије. Највећи градови су Дарвин са 111.000 и Алис Спрингс са 28.000 становника.
Староседеоци Аустралије чине 29% становништва у земљи и око 48% становништва Аустралије.